# Johan Coenraad Hamburger
Johann Conrad Hamburger of Johan Coenraad Hamburger (Frankfurt am Main, 3 maart 1809 – na 1871) was een Duits/Nederlandse kunstschilder, werkzaam in Engeland, Nederland en België. Hij tekende zijn werk meestal als C. Hamburger.

## Leven en werk
Conrad Hamburger was een zoon van Jacob Friedrich Hamburger en Anna Dorothea Hess. Hij werd opgeleid aan de Staatliche Hochschule für Bildende Kunst in Frankfurt. Hij vestigde zich in 1829 in Londen. In 1834 werd hij benoemd tot hofschilder van de Engelse koning Willem IV. Hij trouwde rond 1835 met de schilderes Eleonora Elisabeth Fairbairn (1809-1858). Kort na de geboorte van dochter Hélène Hamburger (1836-1919) verhuisde het gezin naar Amsterdam. Hamburger schilderde en tekende miniaturen en portretten en maakte daarnaast litho's. Hij nam onder andere deel aan tentoonstellingen van Levende Meesters in Amsterdam en Den Haag.
Hij werd genaturaliseerd tot Nederlander. In 1845 werden Hamburger en zijn vrouw lid van de Koninklijke Akademie van Beeldende Kunsten in Amsterdam. Vijf jaar later werd hij door koning Willem III benoemd tot Ridder in de Orde van de Eikenkroon. In 1864 ging hij een vennootschap aan met de schilder Karsper Karsen 'tot het uitoefenen der photographie'. Cornelis Outshoorn bouwde voor hun een atelier aan de Achtergracht in Amsterdam. Hamburger verhuisde echter een jaar later met zijn dochter Hélène en schoonzoon Augustin Taurel naar Brussel.

## Werken (selectie)

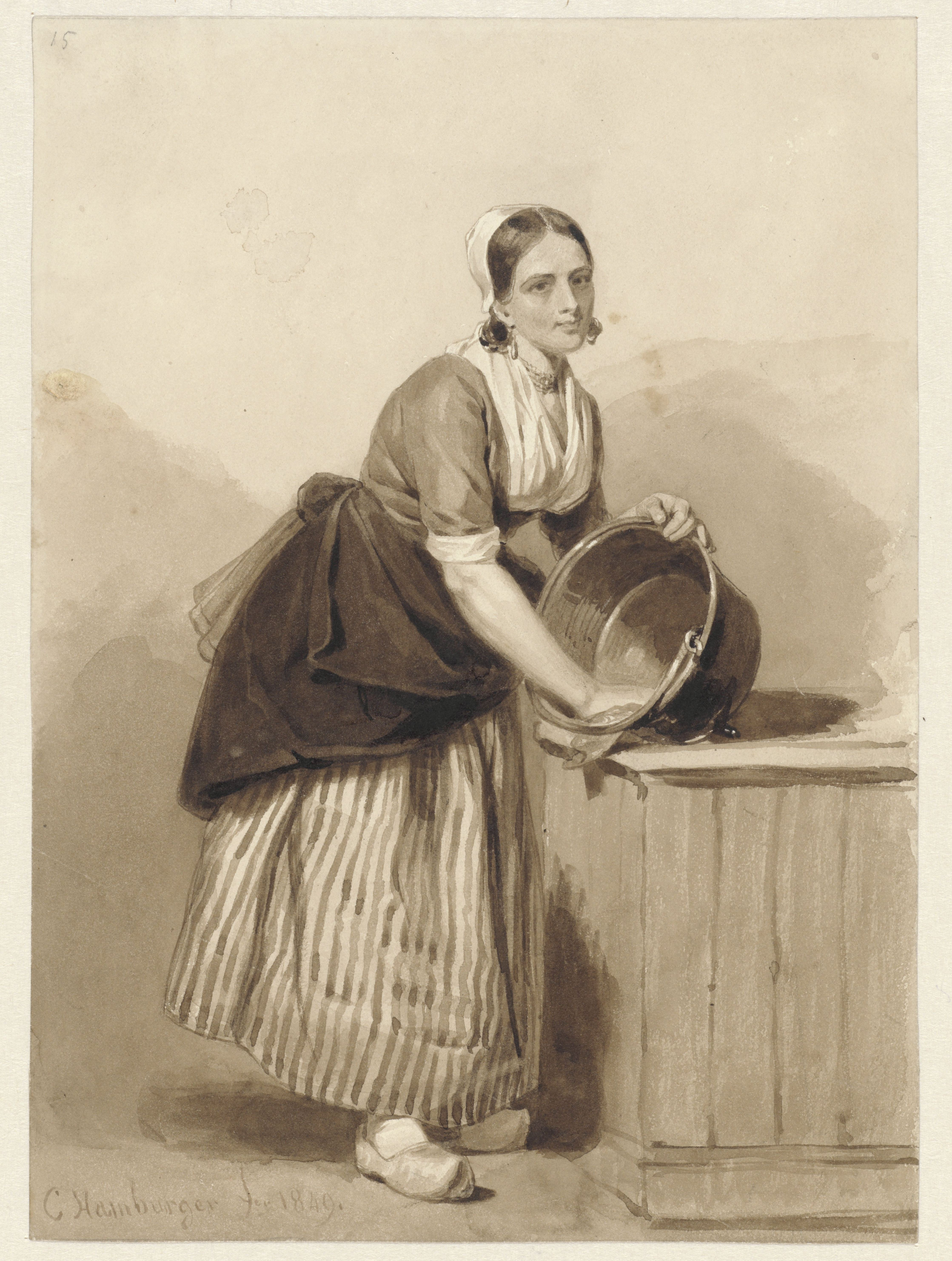
Jonge vrouw
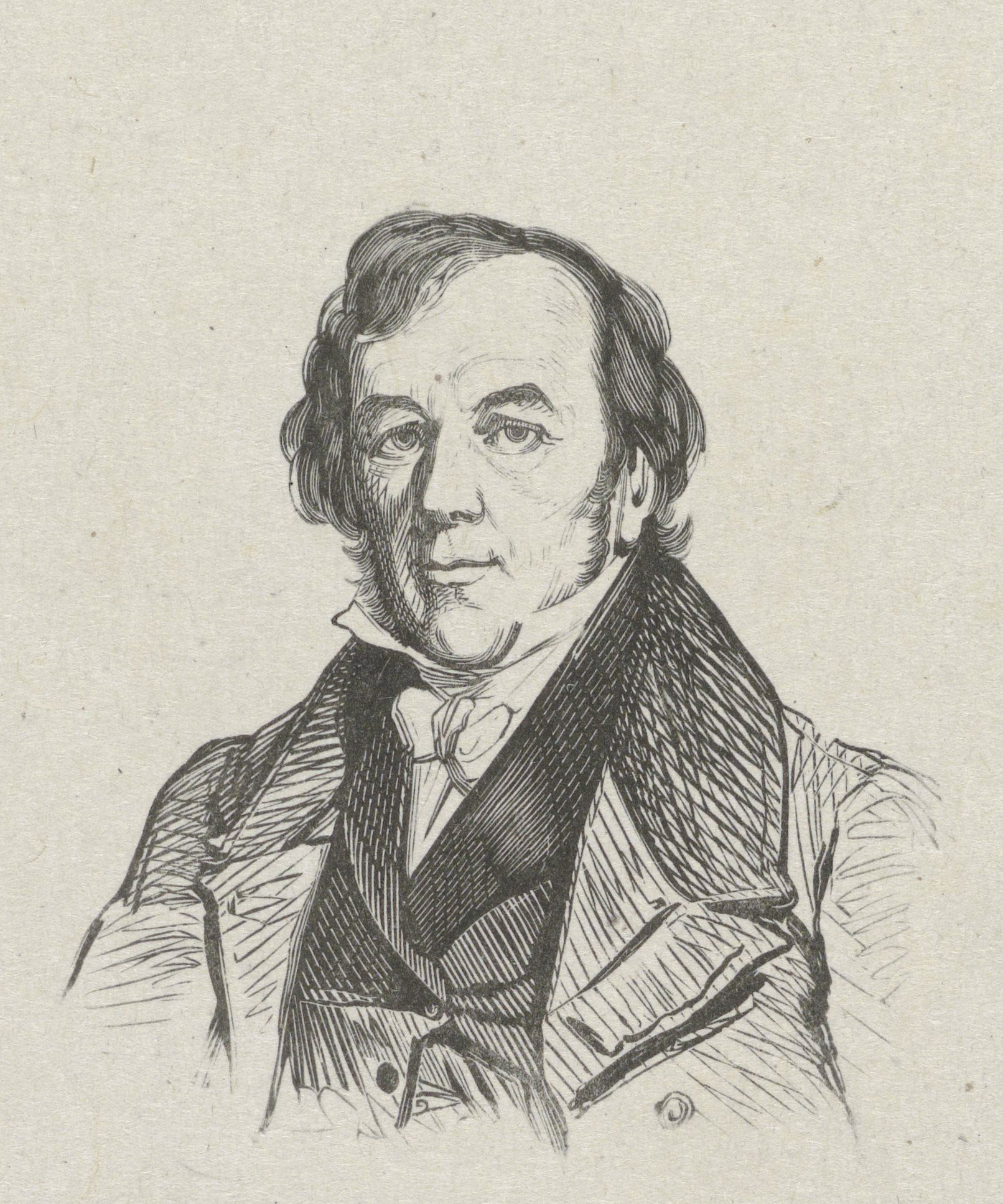
Portret van Louis Moritz
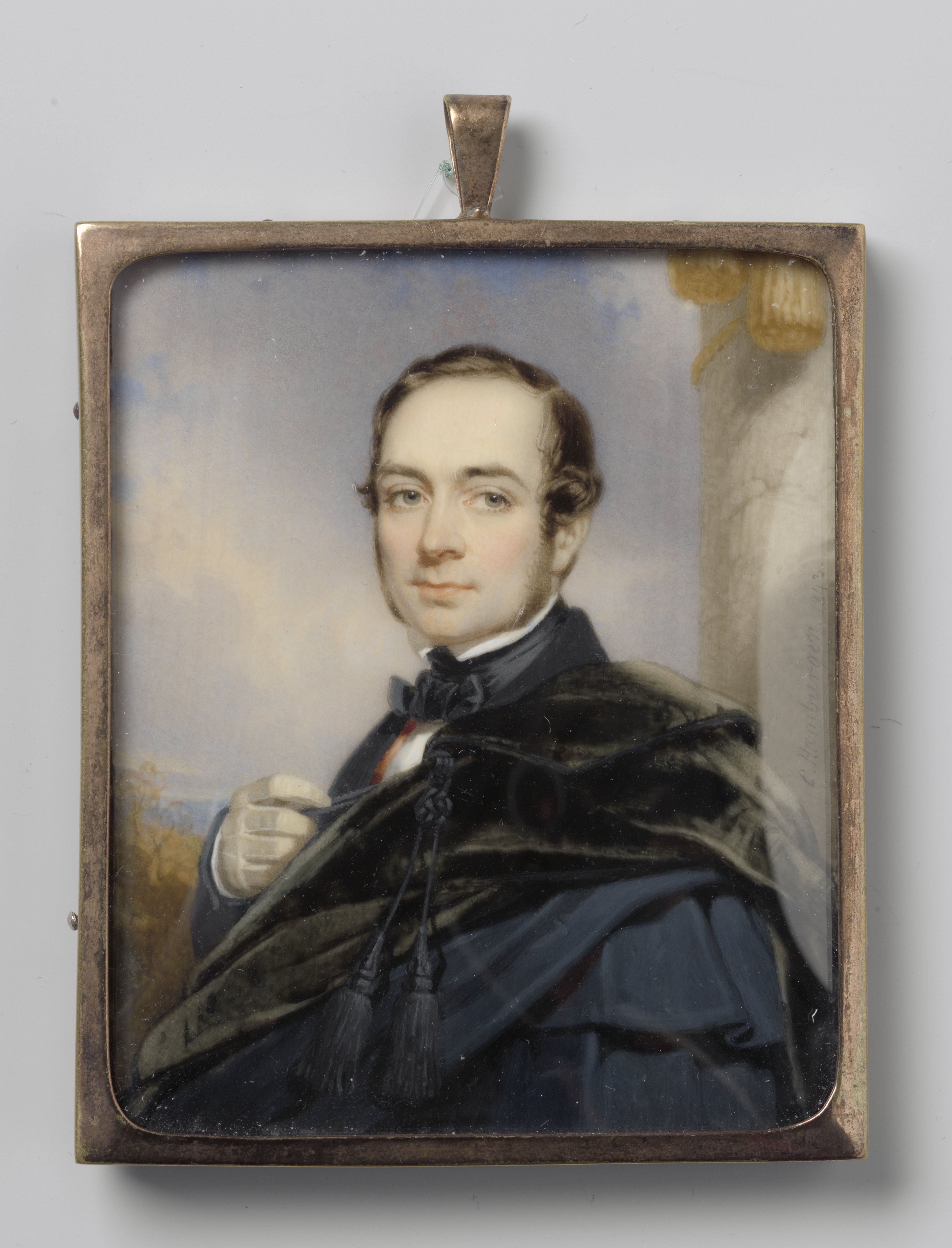
Portret van een man

- Biografisch Portaal: 37090256
- Gemeinsame Normdatei: 1299243029
- International Standard Name Identifier: 0000 0000 6943 9696
- Nederlandse Thesaurus van Auteursnamen: 073679356
- PIC: 387331
- RKD-Nederlands Instituut voor Kunstgeschiedenis: 35600
- Union List of Artist Names: 500045195
- Virtual International Authority File: 95978495
- WorldCat: E39PBJB8vBrdPqdm8tP6D8qmh3